# Elezioni parlamentari a El Salvador del 2018
Le elezioni parlamentari a El Salvador del 2018 si tennero il 4 marzo per il rinnovo dell'Assemblea legislativa.

## Risultati
| Liste                                               | Voti      | %     | Seggi |
| --------------------------------------------------- | --------- | ----- | ----- |
| Alleanza Repubblicana Nazionalista                  | 886 365   | 41,72 | 35    |
| Fronte Farabundo Martí per la Liberazione Nazionale | 521 257   | 24,54 | 18    |
| Grande Alleanza per l'Unità Nazionale               | 243 268   | 11,45 | 10    |
| Partito di Concertazione Nazionale                  | 230 862   | 10,87 | 8     |
| Partito Democratico Cristiano                       | 65 994    | 3,11  | 2     |
| ARENA - PCN                                         | 35 826    | 1,69  | 3     |
| FMLN - CD                                           | 24 405    | 1,15  | 3     |
| PCN - PDC                                           | 23 455    | 1,10  | 1     |
| Fratellanza Patriottica Salvadoregna                | 20 026    | 0,94  | –     |
| Cambiamento Democratico                             | 19 869    | 0,94  | 1     |
| Partito Social Democratico                          | 15 610    | 0,73  | –     |
| FMLN - CD - PSD                                     | 12 437    | 0,59  | 1     |
| FMLN - PSD                                          | 10 609    | 0,50  | 1     |
| Indipendenti                                        | 14 546    | 0,68  | 1     |
| Totale                                              | 2 124 529 | 100   | 84    |